# Fred Degazon
Frederick "Fred" Eutrope Degazon (ur. 4 stycznia 1913 w Castries, Saint Lucia, zm. 4 października 2008 w Londynie, Wielka Brytania) – polityk dominicki pochodzący z wyspy Saint Lucia. prezydent w latach 1979–1980. Adwokat, pracownik służby cywilnej.
Ukończył St. Mary's College na Saint Lucia i University of London. W latach 1934–1940 prowadził kancelarię adwokacką na Saint Lucia i Dominice. Następnie pracował w służbie cywilnej na Dominice, Jamajce i Saint Lucia. W 1949 roku był komisarzem odbudowy Castries, po pożarze z 1948 roku, który zniszczył to miasto. W 1969 roku przeprowadził się na Dominikę i zaczął prowadzić kancelarię adwokacką. W latach 1977–1978 był przewodniczącym Izby Zgromadzenia (parlamentu). Po uzyskaniu niepodległości w 1978 roku, został wybrany pierwszym prezydentem. W czasie kryzysu konstytucyjnego, w czerwcu 1979 roku razem z żoną opuścił wyspę i przez Antiguę dotarł do Wielkiej Brytanii, pozostawiając kraj bez głowy państwa. W 1980 roku zrezygnował z prezydentury i zamieszkał w Londynie.